# Plicopurpura
Plicopurpura ist der Name einer Gattung mittelgroßer Schnecken aus der Familie der Stachelschnecken, die drei anerkannte Arten im Ostpazifik und der Karibik umfasst.

## Merkmale
Die mittelgroßen bis großen, bauchig eiförmigen Gehäuse der Plicopurpura-Arten haben ein kleines, etwas erhobenes Gewinde und einen schief eiförmigen, sehr großen Körperumgang, der keine Varicen, sondern nur glatte und knotige Spiralreifen aufweist. Die große und weite, eiförmige und oben breit gerundete Gehäusemündung ist unten ausgeschnitten und läuft in einen sehr kurzen Kanal aus. Ihre äußere Lippe ist an der Innenseite mit Zähnen besetzt oder an mehreren Stellen umgefaltet. Die etwas konkave, abgeflachte, schwielige Spindel hat einen breiten, angedrückten Rand und in der Mitte 1 bis 2 Spiralfalten.
Die Schnecken sind getrenntgeschlechtlich mit innerer Befruchtung. Jedes begattete Weibchen legt bis zu 150 flaschenförmige Eikapseln ab, die jeweils etwa hundert bis tausend Eier enthalten. Diese entwickeln sich in den Kapseln ohne Nähreier lecithotroph zu Veliger-Larven, die nach wenigen Wochen schlüpfen und eine mehrmonatige pelagische Phase durchmachen, während der sie sich von Plankton ernähren. Schließlich findet am Boden die Metamorphose zur Schnecke statt.

## Vorkommen und Lebensweise
Die Schnecken der Gattung Plicopurpura leben im Pazifischen Ozean an der Küste Mittelamerikas und der Karibik. Man findet die Schnecken meist auf felsigem Untergrund in der Gezeitenzone. Sie ernähren sich insbesondere von anderen Schnecken, die sie angreifen, indem sie ihre Proboscis unter das Operculum pressen.

## Arten
Zu der Gattung Plicopurpura gehören laut World Register of Marine Species folgende drei Arten:
- Plicopurpura columellaris (Lamarck, 1816) im Ostpazifik
- Plicopurpura eudeli (G. B. Sowerby III, 1903) im Ostpazifik
- Plicopurpura patula (Linnaeus, 1758) in der Karibik und im Ostpazifik

Plicopurpura pansa (Gould, 1853) ist hiernach allerdings ein Synonym von Plicopurpura columellaris.